# 马丁·博伊德
马丁·贝克特·博伊德（Martin à Beckett Boyd，1893年6月10日—1972年6月3日）是一位澳大利亚作家，出生于贝克特·博伊德家族，该家族自19世纪初期以来就在澳洲司法、出版和文学和美术领域享有很大声誉。
博伊德是一位小说家、回忆录作者和诗人，他在第一次世界大战后的大部分时间都在欧洲（主要是英国）度过。他的作品很大程度上源于自己的生活和家庭，他的小说经常探索英澳上层和中产阶级的经历。他的写作也深受他在第一次世界大战中服役经历的影响。
博伊德的兄弟姐妹包括陶艺家梅里克·博伊德 (1888–1959)、画家彭利·博伊德 (1890–1923) 和海伦·贝克特·里德 (Helen à Beckett Read) (1903–1999)。他积极参与家族生活，并对侄子和侄女及其家人的发展有浓厚兴趣，其中包括陶艺家露西·贝克 (1916-2009)、画家亚瑟·博伊德 (1920-1999)、雕塑家盖伊·博伊德 (1923-1988) ）、画家大卫·博伊德（1924-2011）、画家玛丽·诺兰（1926-2016）——与画家约翰·珀西瓦尔和西德尼·诺兰结婚——以及建筑师罗宾·博伊德（1919-1971）。他的侄子盖伊博伊德是他的遗著管理人。

## 生平

### 童年及教育
马丁·贝克特·博伊德于1893年6月10日出生于瑞士卢塞恩。他是亚瑟·梅里克·博伊德(1862-1940) 和艾玛·明妮·博伊德(1858-1936) 的小儿子，二人都是著名的画家。在他出生时，全家正在欧洲旅行，由他的外祖母艾玛·贝克特提供经济支持，艾玛是威廉·亚瑟·卡伦德·贝克特的妻子。艾玛以从她父亲、前罪犯约翰·米尔斯那里继承的财富创办了墨尔本啤酒厂，让他们一家人过上了舒适的生活。他认为这个“有点随意的出生地是导致他终生无法对任何地方有归属感的因素之一。”
博伊德一直住在墨尔本郊区的桑德灵厄姆，直到13岁时全家永久搬到维多利亚州亚拉格伦的家庭农场。他从小就热爱书籍和写作，但他也是色盲。[1]他成为他古老美术世家中唯一的作家。博伊德的传记作者布伦达·尼尔评论道：“他的家人的性格和成就如此与众不同，以至于他的身份就源泉于此。成为博伊德比成为澳大利亚人更重要：这给了他足以绕过民族主义以达至文明的强烈认同感。”
博伊德的兄弟姐妹包括陶艺家威廉·梅里克·博伊德 (1888-1959)、画家西奥多·彭利·博伊德 (1890-1923) 和海伦·贝克特·里德 (1903-1999)。他深情地回忆起他在亚拉峡谷的童年时光。“亚拉，只有几码远，仍然能像博伊德老家一样提供夏季游泳的场地。这条河出产冷鳗鱼，它们像蛇一样扭动和咬人，但却能提供很好的食物。在农场里，博伊德一家养小马、打猎和钓鱼，晚上尽情享用无限量的水果和奶油。”他在邱园三一文法学校度过了愉快的时光。尼尔指出，“博伊德在学习上表现出色；他编辑了学校杂志《牧冠》；他对英语诗歌产生了热爱；并且，以[他的校长]为榜样，他开始考虑成为一名牧师。”
1912 年完成学业后，博伊德对职业道路犹豫不决，因此开始在圣基尔达的圣约翰学院学习宗教职业。他没有想到，这是他终生事业的开始，他始终徘徊着想在生命中找到宗教信仰的位置。在他母亲的建议下，他开始在墨尔本接受建筑师培训。

### 战争岁月
博伊德起初并没有感到应征入伍的压力，但在听说他在三一文法学校的一些同时代人在加里波利登陆期间阵亡后，最终报名了。在家人的建议下，他认为他可能无法在普通澳大利亚士兵所期望的严酷环境中生存下来，于是他前往英国，并于1916年在皇家东肯特团担任军官，被称为“Buffs”。1916年和1917年在法国战壕中战斗了几个月后，博伊德请求转会，并于1917年被皇家飞行队接受，并在那里一直待到第一次世界大战结束。他的战争经历影响了他的余生，包括他的作品。
1940年代，博伊德质疑澳大利亚追随英国参与第二次世界大战，他觉得澳大利亚应该向美国和地中海国家寻求替代关系。尽管他曾在军队服役，但他对轰炸德国城市和杀害无辜妇女和儿童的行为感到强烈的愤慨，并质疑英格兰教会参与了当时的暴行。
迈克尔·巴德威尔指出，博伊德是“一位伟大的活动家 [...]这种激进主义在战时的一个例子是1943年12月的事件，博伊德在他的自传《我的喜悦之日》中提到了这一点，巴德威尔引用了这一点：“一群知名人士起草了一份请愿书，希望通过双方同意结束对城市的夜间轰炸，现在变成了毫无意义的屠杀。我把这份请愿书的印刷表格之一放在村布告牌上，另一个放在我家门口，说可以在我家签名。告示在晚上被撕掉了……我然后贴上另一张告示：“这份请愿书的目的是停止谋杀妇女和儿童。那些认为这个目的不受欢迎的人，请进来解释一下为什么，而不是在黑暗的掩护下撕掉这个通知？”没有人来，村里的一位农民妻子说：“真遗憾博伊德先生张贴了那些通知。完全破坏了圣诞气氛。”
虽然博伊德并不认为自己是一个和平主义者（他将自己的信仰描述为“有保留的和平主义”，但他支持那些这样做的人。多年来，他一贯反对战争，并出版了一本讨论越战问题的由七个章节组成的抗议小册子《为什么他们走出去》”（1970年）。该书的简写本曾在澳大利亚出版。

### 一战之后
博伊德在第一次世界大战后返回澳大利亚，但发现自己不再适应。由于他决定加入英国军队，他觉得自己和朋友之间的战时经历不同，已经产生了隔阂。1921年，他无精打采，没有方向，离开墨尔本，住在伦敦，做了一些报纸工作并四处旅行。博伊德也厌倦了那个世界，随着他的兄弟彭利于1923年去世，博伊德再次转向宗教，加入了多塞特的圣公会方济会社区。然而这也是阶段性的，所以他离开了，继续像以前一样。近二十年来，他过着游牧生活，从未在任何地方长期逗留，拥有的财产很少。他靠父母每年100英镑的经济生活，短暂地担任《英属澳大拉西亚》的代理编辑，以及他写作的零星报酬。《悬岩野餐》一书的作者琼·林赛 (Joan Lindsay) 记得她的堂兄马丁是一位绅士。他是一个谦虚、自由奔放的单身汉，善于寻找舒适的住处。她记得，“……他总是对奇奇怪怪的家具和奇怪的旧画很感兴趣。战争期间，他在法国的防空洞里装饰了一尊他最喜欢的跳舞牧神的大雕像，拖着它从一个肮脏的洞到另一个洞，直到被迫将它永远丢弃在渗出的泥浆中”。
1925年，博伊德的第一部小说《爱神》出版。他找到了自己的职业，并在1925年至1949年间出版了十部小说、一本自传和一部儿童故事。在英格兰居住期间，据记载他与一名女性发生了关系。:2007: 216博伊德的性取向过去是，而且将继续是猜测的主题。不正当的爱情和同性欲望是他作品中的主流主题。 1930年代的小说《阿德墨图斯的牧羊人》因其公开的同性恋叙事而被出版商拒绝。
1940年7月他父亲去世后，博伊德得以继承母亲的遗产，这给了他财务自由，可以过上自己选择的生活。这笔钱最初来自马丁的祖母艾玛，并在他的男性亲属的直接干预下获得。博伊德推迟返回澳大利亚，指望在英国能取得成功。他的动机是不想让家人失望，而且他对自己的成就感到怀疑。 凭《露辛达·布雷福特》成名后，他于1948年返回澳大利亚，打算继续住在他祖父位于贝威克 (Berwick) 附近的家“庄园”中。三年后，他于1951年再次前往英国，这时对“庄园”梦想破灭，而且自己被澳大利亚文学界忽视，并与他的年轻亲戚失去联系。
博伊德于1957年搬到罗马，在那里他写了兰顿四部曲，它们经常被认为是他最好的作品。以及第二部自传《我的喜悦之日》，意大利的旅行故事和轻小说《爱的下午茶》。 尽管他在文学上取得了成功，但博伊德去世前一年的医疗费用由他的侄子亚瑟、盖伊和大卫博伊德支付。他对家人和朋友的忠诚得到了慷慨的回报。布伦达·尼尔回忆道，“在1971年圣诞节前几天，博伊德惊讶地收到堪培拉的一封正式信件。英联邦文学基金会给了他 1000美元和每周30美元的退休金，“因为你发展澳大利亚文学所做的贡献”。这是因为他的一些澳大利亚朋友听说了他的病和经济困难；并鼓励其他人为此做点什么。这些朋友包括塞尔玛·赫林、巴里·里德、帕特里克·怀特和高夫·惠特拉姆（当时的联邦反对党领袖和英联邦文学基金委员会成员）。”:212
马丁博伊德在他生命的最后十年中健康不佳。1972年6月3日，他在被天主教会接受后几天就死于癌症。他被安葬在罗马新教“英国墓地”中，紧邻着诗人约翰·济慈和珀西·比希·雪莱的墓。

## 作品及评价
1928 年，博伊德凭借小说《蒙福特家族》获得澳大利亚文学协会金奖。这部小说以笔名马丁·米尔斯撰写，以博伊德·贝克特家族祖先的历史为基础。1957年，他以自己的名义出版的《难办的年轻人》再次获得文学协会金奖。
博伊德著述颇丰，包括早期诗歌、自传、一本关于现代青年的散文小册子、大量长篇小说、五篇短篇小说和其他不同主题的文章。然而，他最著名的作品是他的小说，许多评论家认为，这些小说的灵感来自他自己的生活和家庭经历。:5通常被描述为一位诙谐的作家，博伊德被认为20 世纪最重要的澳大利亚小说家之一，尽管对他小说的反响各异。